# Esmolfe (Portugal)
Esmolfe es una freguesia portuguesa del concelho de Penalva do Castelo, con 10,70 km² de superficie y 485 habitantes (2001). Su densidad de población es de 45,3 hab/km².